# 凉城郡
凉城郡，中国南北朝时设置的郡。
北魏置，治所在今内蒙古自治区凉城县东北岱海北。辖境约当今内蒙古自治区丰镇市和凉城县一带。属恒州。孝昌中废。 